# Paphiopedilum wardii
Paphiopedilum wardii är en orkidéart som beskrevs av Victor Samuel Summerhayes. Paphiopedilum wardii ingår i släktet Paphiopedilum och familjen orkidéer. Inga underarter finns listade i Catalogue of Life.

## Bildgalleri

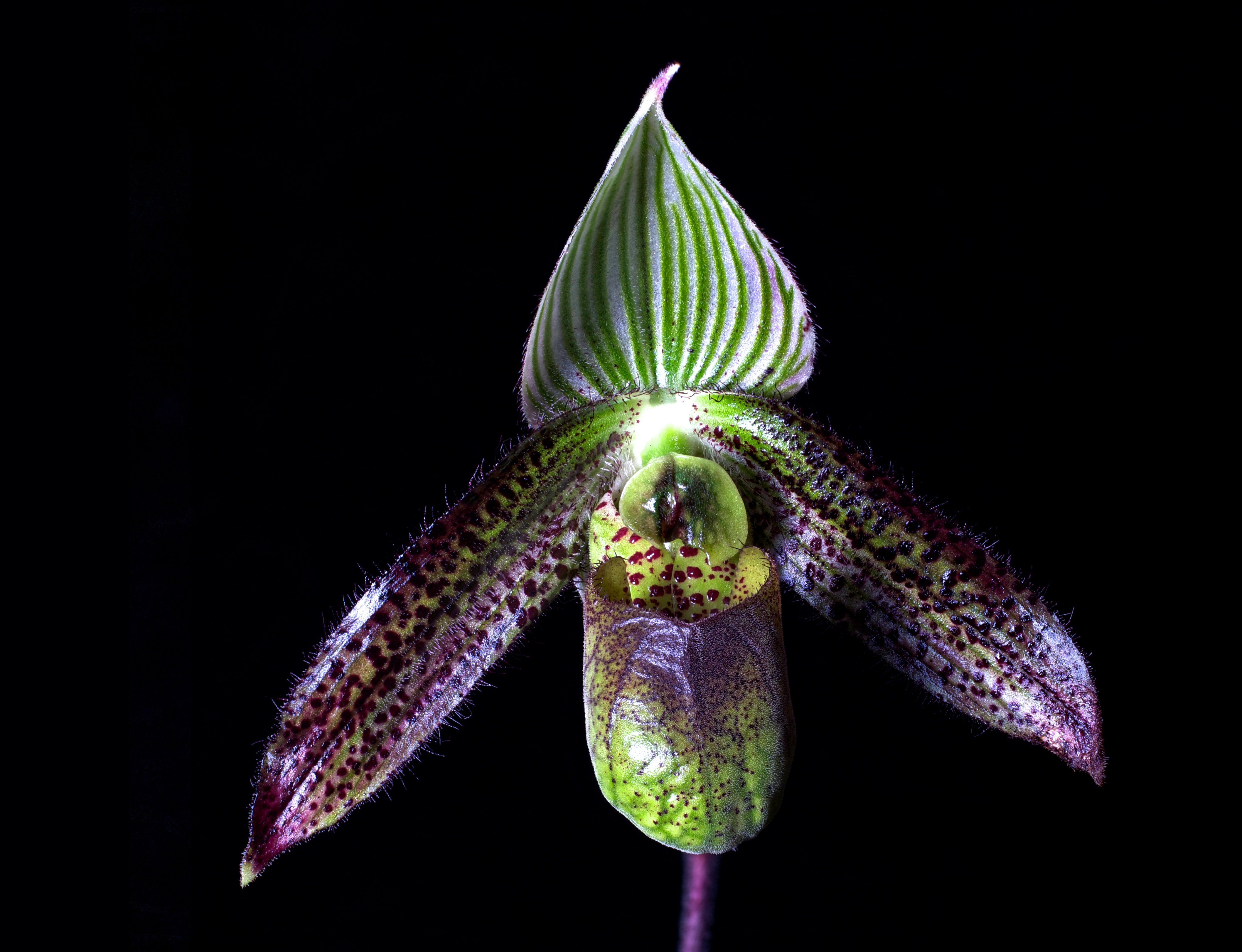
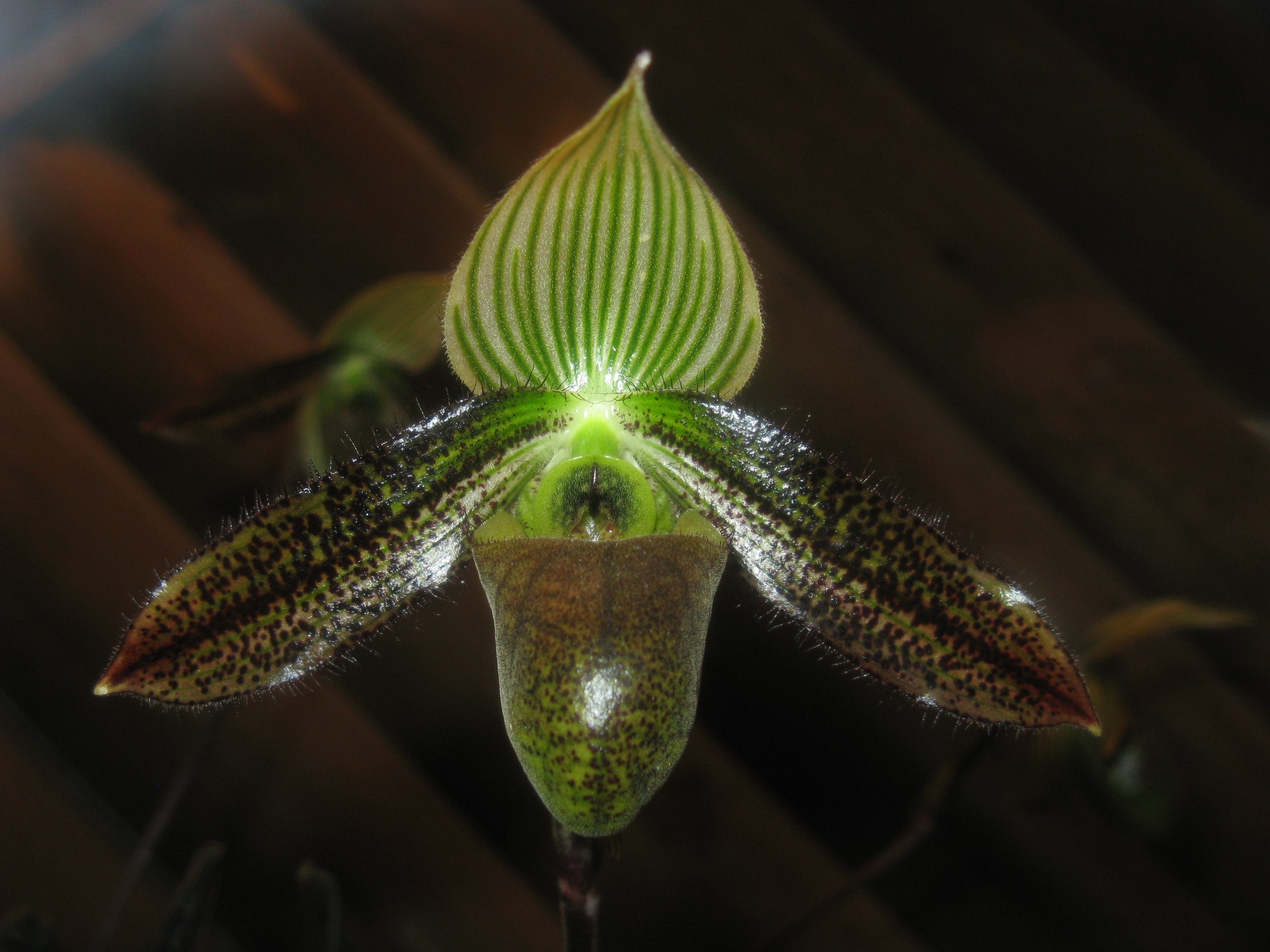
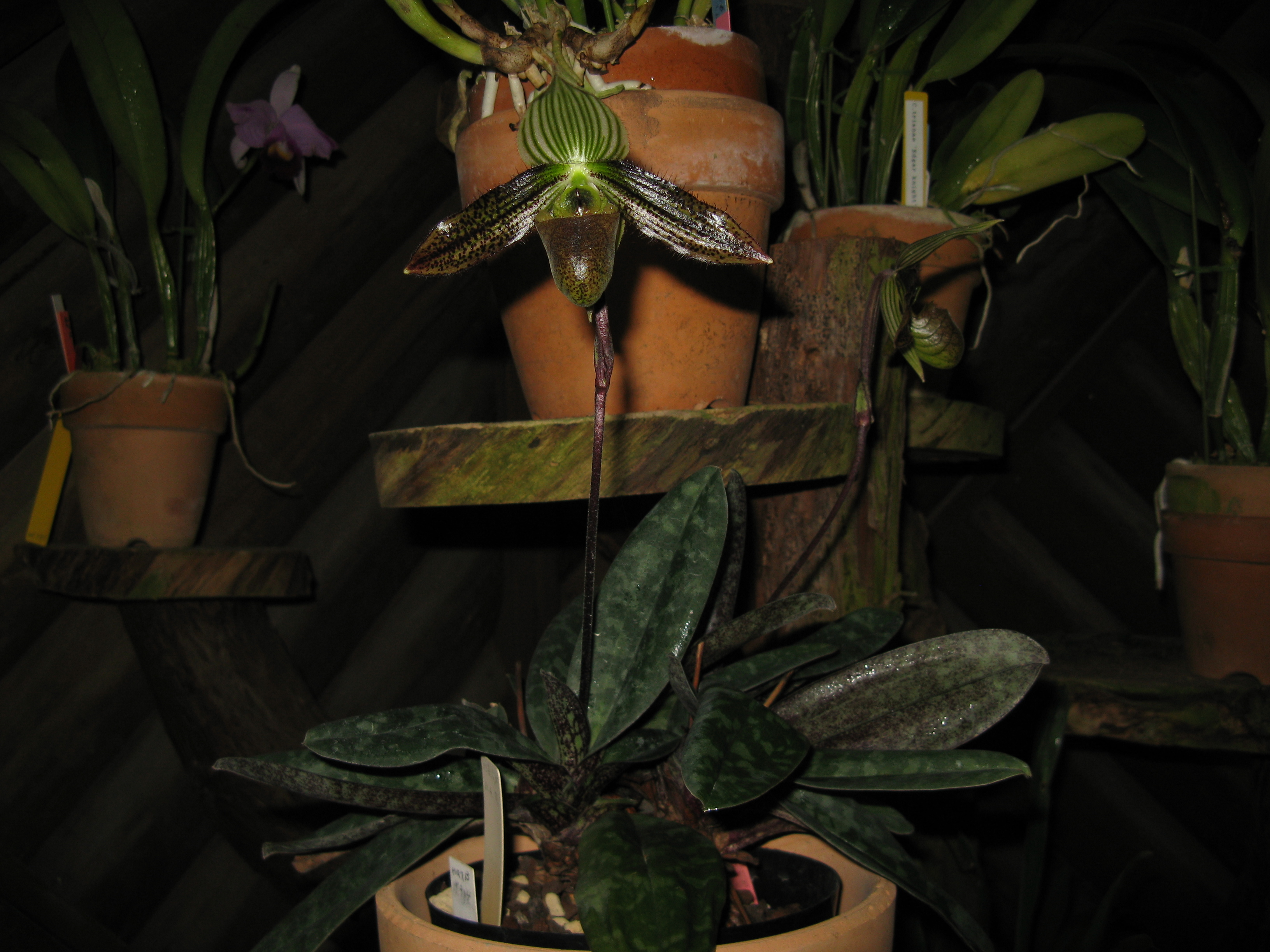
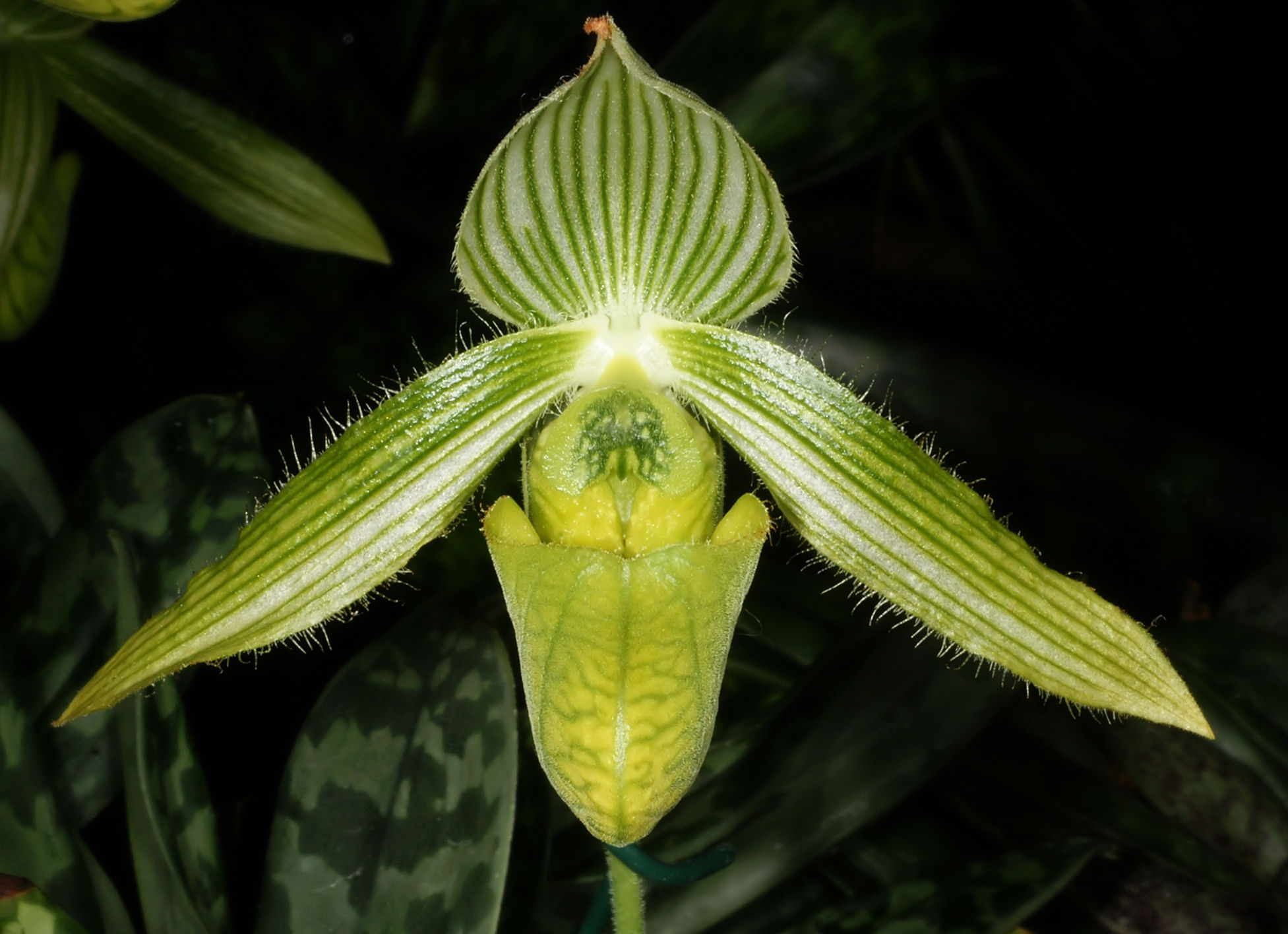
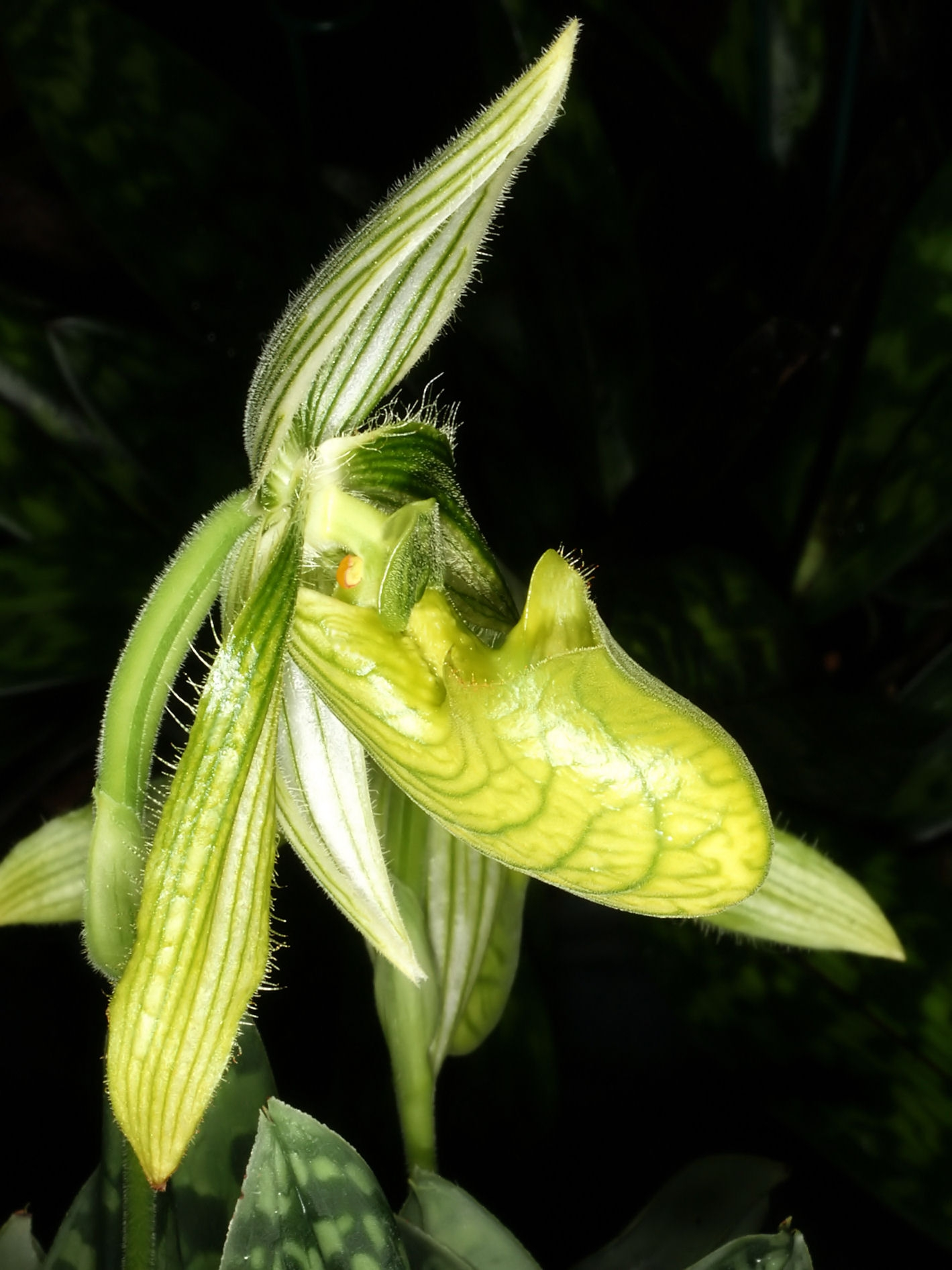